# Nannophlebia risi
Nannophlebia risi är en trollsländeart som beskrevs av Tillyard 1913. Nannophlebia risi ingår i släktet Nannophlebia och familjen segeltrollsländor. IUCN kategoriserar arten globalt som livskraftig. Inga underarter finns listade i Catalogue of Life.